# 加布里埃爾·梅曲
加布里埃爾·梅曲（Gabriël Metsu，1629–1667）是一位荷蘭黃金時代畫家，工於歷史畫、風俗畫、肖像畫和靜物畫等諸多繪畫類別。他生前繪製過100多幅作品，但現在僅有十餘幅留存。

## 生平
加布里埃爾·梅曲是畫家雅各·梅曲（Jacques Metsu，c. 1588 – 1629年3月）的兒子，他的父親來自于埃诺伯国，但幾乎終生住在萊頓。加布里埃爾·梅曲受洗地不明，1648年加入萊頓畫家行會，是最早加入行會的成員之一。他可能曾在烏得勒支師從尼古拉斯·克尼普費爾（Nikolaus Knupfer）和让·威尼克斯（Jan Weenix）學畫。
1655年加布里埃爾·梅曲搬到阿姆斯特丹，住在王子運河（Prinsengracht）附近的一個小巷里。1657年因早上六點被人發現走出妓院而與鄰居吵架，之後搬到運河邊一個蔬菜市場附近居住。1658年娶伊莎貝拉·德·沃爾夫（Isabella de Wolff）。
1660年代，梅曲開始對家鄉萊頓的藝術風格“Fijnschilders”產生興趣，但不久後就去世了，死後葬在阿姆斯特丹的新教堂裏。

## 作品

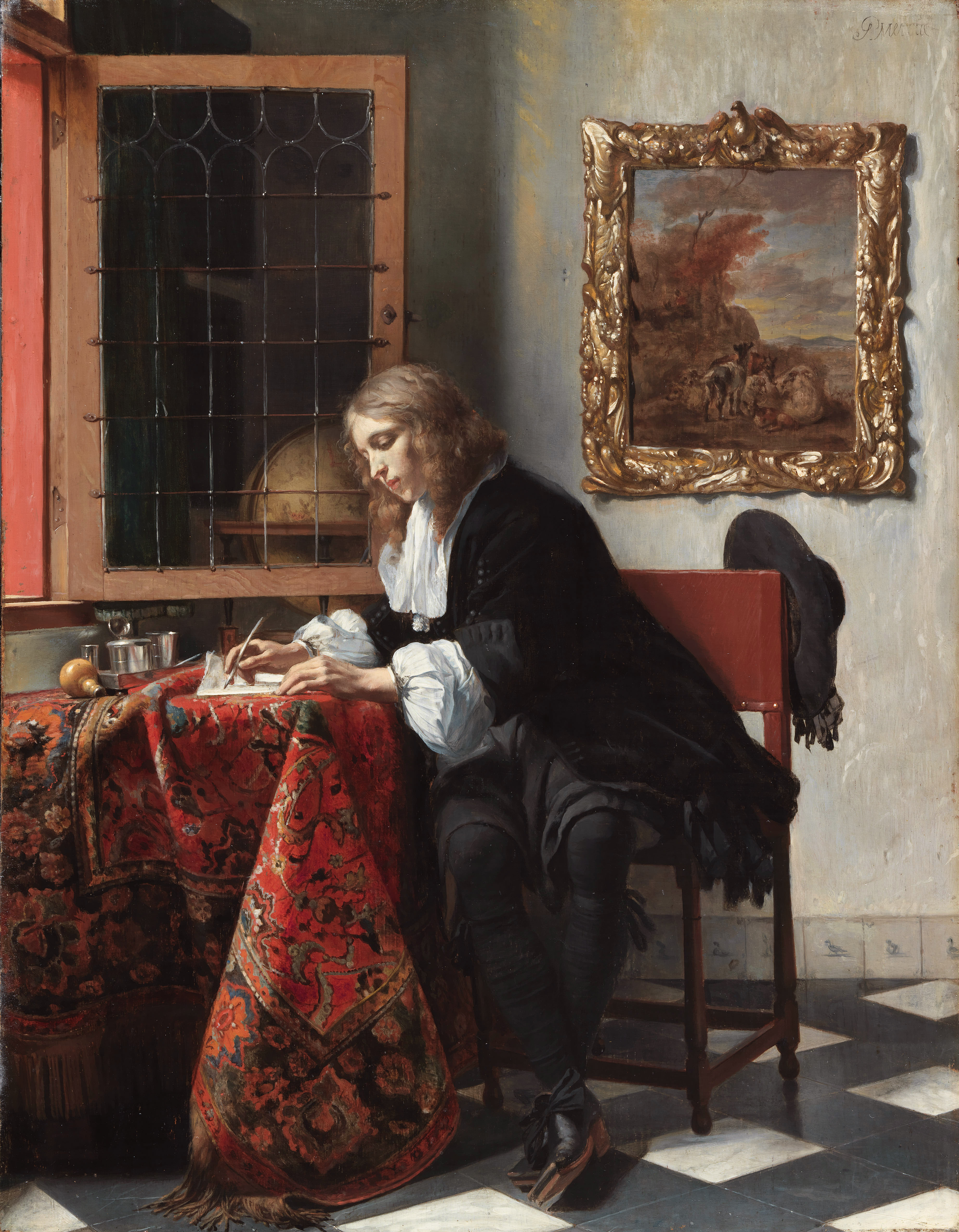
《寫信的男人》，1662-1665

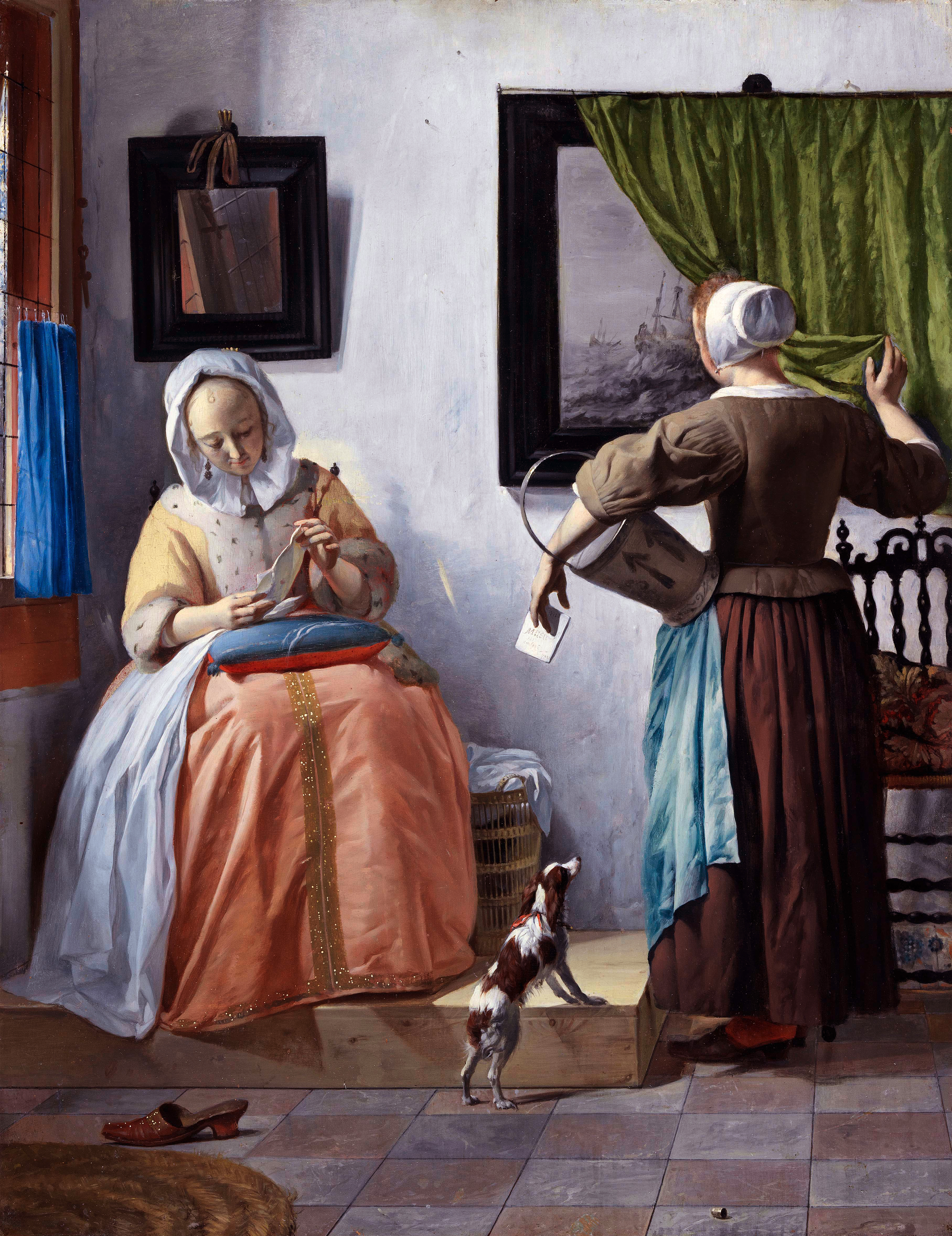
《讀信的女人》，1665

## 外部連接
- Gabriel Metsu's Cat Paintings（页面存档备份，存于）
- 2010 Metsu exhibition at the National Gallery of Ireland
- Gabriel Metsu in the Rijksmuseum
- Metsu and the Hinlopen Family at Museum Geelvinck Hinlopen Huis（页面存档备份，存于） (Dutch)
- NGA about Metsu's Intruder （页面存档备份，存于）
- Webgallery of Art（页面存档备份，存于）
- Works and literature（页面存档备份，存于）
- The Milkmaid by Johannes Vermeer（页面存档备份，存于）
- Dutch and Flemish paintings from the Hermitage（页面存档备份，存于）